# Served and Servant Spaces
 Served and Servant Spaces (ungefärlig översättning: betjänade och tjänande ytor) är ett begrepp inom den senmodernistiska arkitekturteorin. 
Begreppet myntades av arkitekten Louis Kahn under 1950-talet, som i sin arkitektur gärna separerade tekniska funktioner, serviceschakt och korridorer (tjänande ytor) från verksamhetsbetingade rum för mänskliga aktiviteter (betjänade ytor). För Kahn innebar dock denna separering inte nödvändigtvis att de tjänande ytorna gömdes undan, utan artikulerades snarare i arkitekturen. Teorin kan ses som ett svar på efterkrigstidens ökade behov av teknisk apparatur och klimatreglerande utrustning i byggnader. 
För Kahn var denna uppdelning nödvändig, dels för att uppnå optimerade och effektiva byggnader, dels för att artikuleringen av de olika byggnadselementen gav brukaren en möjlighet att förstå huset i fråga. Kahn använde sig av denna filosofi i flertalet projekt, särskilt i större offentliga byggnader. 